# Reggie Mantle
Reginald "Reggie" Mantle é um personagem fictício da série de quadrinhos Archie Comics que também faz parte da banda The Archies. Criado pelo escritor e artista Bob Montana e John L. Goldwater tendo sua primeira aparição em Jackpot Comics #5 (primavera de 1942). Na versão do live-action de Reggie é interpretado por Charles Melton em Riverdale. Ross Butler interpretou o personagem na primeira temporada, até que Melton assumiu o papel nas temporadas seguintes.

## História da publicação
Reggie Mantle estreou em Jackpot Comics #5 (primavera de 1942). Personagem duradouro, ele aparece na linha da Archie Comics e teve sua própria história em quadrinhos, Archie's Rival Reggie, entre 1949–54 (com 14 edições), que retornou uma década depois como Reggie (1963–65) para as edições esporadicamente publicadas. A série foi renomeada para Reggie and Me e ficou sendo publicada entre agosto de 1966 a setembro de 1980. Outras séries incluem Reggie's Wise Guy Jokes (55 edições, agosto de 1968 a setembro de 1980), e a minissérie de três edições Reggie's Revenge (primavera de 1994 a primavera de 1995).
Reggie aparece como personagem principal nos títulos de Archie e Jughead de 2015 no lançamento do reboot de New Riverdale. Em 20 de setembro de 2016, foi anunciado que uma minissérie de cinco edições, intitulada Reggie and Me, seria publicada como parte do lançamento. Foi escrito por Tom DeFalco com arte de Sandy Jarrell.

## Em outras mídias

### Televisão

#### Animação
- Reggie apareceu em The Archie Show, uma série animada de 1968 produzida pela Filmation. Ele também apareceu nos vários spin-offs The Archie Comedy Hour, Archie's Funhouse, Archie's TV Funnies, The U.S. of Archie e The New Archie and Sabrina Hour produzido no mesmo formato. Ele foi dublado por John Erwin.
- Reggie apareceu em The New Archies, uma re-imaginação de 1987 de Archie e sua turma. Reggie foi retratado como um pré-adolescente no ensino médio. Ele foi dublado por Sunny Besen Thrasher.
- Reggie apareceu em Archie's Weird Mysteries, dublado por Paul Sosso. Ele também apareceu em The Archies in Jugman como o principal antagonista.

#### Live action
- Reggie aparece no telefilme, Archie: To Riverdale and Back Again interpretado por Gary Kroeger, onde ele ainda vive em Riverdale e é dono de uma academia.
- Reggie aparece em Riverdale, uma série de drama da The CW, interpretado por Charles Melton. O personagem foi originalmente interpretado por Ross Butler na primeira temporada, mas saiu devido a conflitos de agendamento com 13 Reasons Why.[2]